# David Esrig
David Esrig (n. 23 septembrie 1935, Haifa, Palestina sub mandat britanic) este un regizor evreu-român. 

## Biografie
A studiat regia la Institutul de Artă Teatrală și Cinematografică (IATC) „I.L. Caragiale” din București și a absolvit în 1958. După terminarea doctoratului în 1968 și abilitarea în 1970, și-a încheiat doctoratul în 1978. 
David Esrig a devenit cel mai cunoscut regizor de teatru român din vremea sa. A creat producții care sunt legendare și azi, cum ar fi „Nepotul lui Rameau” sau „Troilus și Cressida” la Teatrul de Comedie din București. Din 1959 până în 1961 a fost director al Studioului de actorie la Teatrul Evreiesc de Stat din București. Între 1961 și 1968 a lucrat sub conducerea lui Radu Beligan la Teatrul de Comedie regizând piesele „Capul de rățoi” de George Ciprian, „Umbra” de Evgheni Schwarz și „Procesul domnului Caragiale” de Mircea Ștefănescu. În anii 60, a fost prezent la numeroase evenimente din Moscova, Leningrad, Berlin (Est), Weimar, Chemnitz, Dresda, Bonn și la „Théâtre des Nations” din Paris. Acolo a primit și Premiul Criticii Franceze pentru cea mai bună producție (ex-aequo cu „Romeo și Julieta” al lui Zeffirelli). 
În 1973, datorită dictaturii din ce în ce mai rigide a lui Ceaușescu, a părăsit România după ce două producții ale acelui an, Așteptându-l pe Godot de Samuel Beckett și Furtuna de William Shakespeare au fost interzise. A fugit în Franța și a experimentat la Théâtre national de Chaillot din Paris. Ulterior, s-a mutat în Germania. A primit cetățenia germană în 1975. A fost directorul Teatrului Național București, la City Theatre. În anii 1980, Esrig a lucrat ca regizor independent la München, iar din 1979 a avut un post didactic ca lector la Universitatea de Teatru din München. Acolo a fondat și asociația „Athanor e. V.” pentru promovarea artei teatrale, care a fost un fel de curs de pregătire avansată pentru actori. În 1990 a realizat filmul „Pasiunea românească” (Bayerischer Rundfunk) care, la un an de la Revoluția Română din 1989, a evocat evenimentele răsturnării. 
Începând cu 2007, Esrig este coordonatorul școlilor de teatru private ale programului Catedrei ITI UNESCO. 
În 1995, Esrig a fondat Academia Athanor pentru spectacole în Burghausen, o academie pentru actorie și regie, care și-a mutat sediul în 2014 la Passau.

## Producții (selecție)
- Troilus și Cressida de William Shakespeare 1965, 1972 și 1979
- Nepotul lui Rameau de Diderot (1968)
- Umbra de Evgheni Schwarz
- Vicleniile lui Scapin de Molière
- Azilul de noapte de Maxim Gorki (1980)
- Patru fetițe de Pablo Picasso (1982)
- Golemul (1992)
- Romeo și Julieta de William Shakespeare (1998)
- Așteptându-l pe Godot de Samuel Beckett (2006)
- Tatăl meu obosit de Gellu Naum (2009)

## Publicații
- Tabarin (1974)
- Commedia dell'arte - O istorie vizuală a artei spectacolului, Nördlingen, Delphi publicată de Franz Greno, 1985.

## Premii și distincții
- Ordinul Meritul Cultural clasa a V-a (6 noiembrie 1967) „pentru merite deosebite în domeniul artei dramatice”[7]
- Premiul Theatre des Nations 1965
- Premiul Festivalului BITEF Belgrad 1967 pentru Troilus și Cressida (împreună cu Jerzy Grotowski și Otomar Krejča)
- Premiul pentru reînnoirea tradițiilor de teatru vechi (Festivalul BITEF Belgrad 1973)
- Ordinul Meritul Cultural  în grad de Comandor, Categoria D – „Arta spectacolului” 2021[8]

## Titluri
- Profesor de onoare la Universitatea de Teatru și Film București (1991)
- Președinte de onoare. Întâlnirea europeană a școlilor de dramă din București (1995)
- Premiul Național al Culturii Române (2003)
- Ordinul Național de Merit pentru Serviciile pentru Promovarea Democrației și Culturii Române în lume (2004)
- Doctorat de onoare de la Universitatea din București (2005)
- Cetățean de onoare al orașului București (2006)
- Doctorat de onoare de la Universitatea de Muzică, Teatru și Arte Plastice, Chișinău, Moldova (2012)